# Station Głubczyce Las
Station Głubczyce Las is een spoorwegstation in de Poolse plaats Głubczyce.